# Piruanycha pitilla
Piruanycha pitilla är en skalbaggsart som beskrevs av Maria Helena M. Galileo och Martins 2005. Piruanycha pitilla ingår i släktet Piruanycha och familjen långhorningar.
Artens utbredningsområde är Costa Rica. Inga underarter finns listade i Catalogue of Life.